# Lucas Moscariello
Lucas Moscariello, född 19 februari 1992, är en argentinsk handbollsspelare som spelar för BM Benidorm och det argentinska landslaget. Han är högerhänt och spelar som mittsexa.

## Meriter
Med landslag
- Panamerikanska spelen 2019
- Panamerikanska mästerskapet 2018
- Syd- och centralamerikanska mästerskapet 2020
- Sydamerikanska spelen 2018
- Syd- och centralamerikanska mästerskapet 2022